# Indice de sècheresse de Palmer

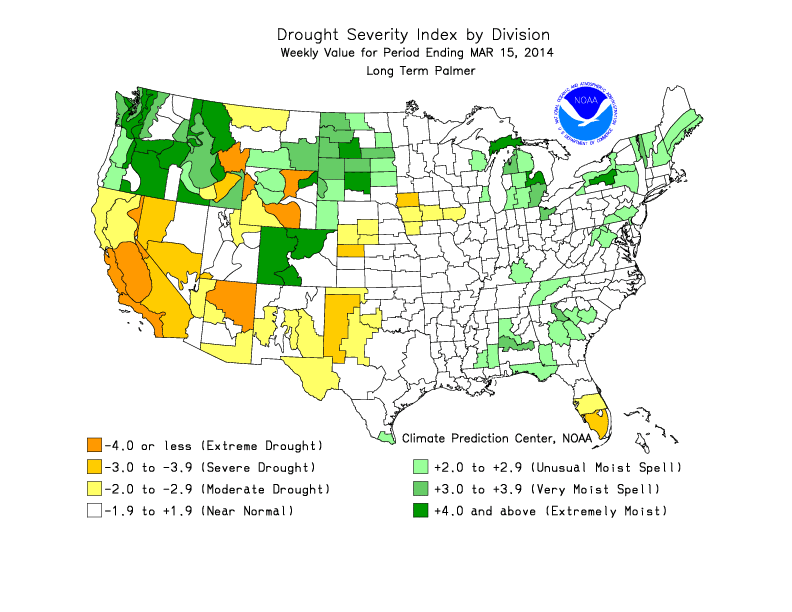
Indice de gravité de la sécheresse de Palmer 15/03/2013.

L’indice de sécheresse de Palmer, parfois appelé indice de sévérité de la sécheresse de Palmer et souvent abrégé en PDSI (de l'anglais Palmer Drought Severity Index), est une mesure de la sécheresse fondée sur les précipitations et les températures récentes. 

## Histoire
Cet indice a été développé par le météorologue Wayne Palmer, qui publia sa méthode en 1965 dans un rapport sur la sécheresse pour l’Office of Climatology du National Weather Service des États-Unis.
L'indice est encore utilisé par les climatologues pour normaliser l'analyse de sécheresse de longue durée à l'échelle mondiale, à partir de données mondiales accumulées depuis que des mesures ont commencé au XIXe siècle. 
La dendrochronologie a été utilisée en complément, pour générer des valeurs approchées d'indice de Palmer pour l'Amérique du Nord sur une durée de 2000 ans, permettant l'analyse des tendances de sécheresses de longue durée. 
L'indice a par exemple été utilisé pour expliquer l'effondrement de l'âge du bronze tardif.

## Principes et modalités de calcul
L'indice de sécheresse de Palmer est fondé sur un modèle de type « Offre et demande » appliqué à l'humidité du sol. 
Si « l'offre » est facile et directement calculée, la mesure de la « demande » est plus complexe car dépendant de plusieurs facteurs -, comme la température et l'humidité du sol mais aussi de facteurs plus difficiles à calibrer comme les taux d'évapotranspiration et le taux de recharge. 
Palmer a tenté de pallier ces difficultés en développant un algorithme qui les approxime en se fondant sur les données facilement disponibles : températures et précipitations.
On utilise le 0 comme moyenne, et l'état de sécheresse est représenté par des valeurs négatives ; par exemple, moins 2 signifie sécheresse modérée, moins 3 signifie sécheresse sévère, et moins 4 signifie sécheresse extrême. 
L'algorithme de Palmer peut donc être appliqué pour n'importe quel site, dès que les données relatives aux précipitations et aux températures sont disponibles.

## Limites et critiques
L’indice s'est révélé efficace pour mesurer l'ampleur ou la gravité d'une sécheresse de longue durée (de plusieurs mois), mais il l'est moins pour des sécheresses durant de l'ordre de quelques jours à semaines. 
Des critiques ont porté sur l'utilité de l'indice de Palmer, qui serait selon ses détracteurs amoindri par la nature arbitraire de l'algorithme de Palmer, et par la technique utilisée pour sa normalisation. 
L'incapacité de l'indice de Palmer à expliquer le sol enneigé et gelé est aussi cité comme une faiblesse.